# Antonio Escobar Huerta
Antonio Escobar Huerta (Ceuta, 14 de noviembre de 1879-Barcelona, 8 de febrero de 1940) fue un militar español miembro de la Guardia Civil, que destacó como militar de alta graduación en la guerra civil española defendiendo a la II República.

## Biografía

### Orígenes y familia
Antonio Escobar nació en Ceuta en 1879, en el seno de una familia de tradición militar. Su padre era comandante de infantería y falleció durante la guerra de Cuba, siendo él niño. Era hijo, hermano y padre de militares, y también fue padre de una monja adoratriz. Tras llegar a edad adulta, Escobar acabó haciendo su carrera en la Guardia Civil. Padre de Antonio Escobar Valtierra, teniente de la Guardia Nacional Republicana en 1936, y de José Escobar Valtierra, falangista y teniente de Infantería fallecido en la batalla de Belchite.

### Guerra civil española
En julio de 1936 ostentaba el rango de coronel de la Guardia Civil y estaba destinado en Barcelona, en el 19.º Tercio, cuando se produce el golpe militar del 18 de julio. Católico y conservador, se mostró fiel a su juramento al gobierno de España, resultando decisivo en la derrota de la sublevación en Barcelona. Puesto en ese momento a las órdenes del presidente de la Generalidad, Lluís Companys, siempre consideró un error que no se desarmara a las milicias anarquistas tras el fracaso de la sublevación y que se les dejara campar a sus anchas y se hicieran con el control casi total de la ciudad. La quema de conventos y asesinato de religiosos que siguieron al fracaso de la sublevación en Barcelona le afectaron profundamente, pero mantuvo su compromiso con el régimen republicano. Salvó del fusilamiento al cardenal y arzobispo de Tarragona Francisco Vidal y Barraquer.
Tras pasar en comisión de servicios por la Inspección general del Instituto armado, en marzo de 1937 fue designado jefe del 19.º Tercio, con sede en Barcelona, por el subsecretario de Gobernación Carlos Rubiera.
Habiendo ganado la confianza del presidente Manuel Azaña tras la transformación de la Guardia Civil en Guardia Nacional Republicana (GNR), Escobar se incorporó al Ejército del Centro al frente la llamada Columna Escobar, una unidad compuesta por tropas de la Columna Tierra y Libertad y guardias civiles de la 19.ª Comandancia de Barcelona. Durante los siguientes meses combatió en los sectores de Talavera, Escalona y Navalcarnero tratando de detener el avance de las tropas sublevadas hacia Madrid. Fue gravemente herido en la Casa de Campo de Madrid durante la defensa de la capital, por lo que tuvo que permanecer en reposo durante varios meses. Durante su convalecencia, permaneció varios días en el santuario de Lourdes, en Francia, con permiso expreso del presidente Azaña. A pesar de haberse podido quedar en Francia, regresó al territorio republicano y continuó a las órdenes del gobierno republicano.
En la víspera de los sucesos de mayo de 1937 en Barcelona, el gobierno republicano le nombró delegado de Orden Público en Barcelona, una medida con la que el gobierno recuperaba las competencias de orden público en la ciudad condal. Sin embargo, nada más llegar a Barcelona fue herido de gravedad en un atentado anarquista; le sustituyó en el cargo el teniente coronel Alberto Arrando Garrido. Una vez recobrado, tomó parte en acciones militares durante la batalla de Brunete. Por estas fechas su hijo menor, José Escobar Valtierra, falangista que combatía en el bando sublevado, pereció durante la batalla de Belchite. En 1938 fue ascendido a general y el 19 de octubre se le asignó la jefatura del Ejército de Extremadura. Durante los siguientes meses se dedicó a reformar su estructura y organización interna, pues había quedado muy vapuleado tras los pasados combates de aquel verano.
Hacia el final de la contienda
En enero de 1939 dirigió la ofensiva de Valsequillo, la última operación ofensiva emprendida por el Ejército Popular de la República. Si bien las tropas bajo su mando lograron recuperar amplios territorios y poblaciones, esta operación no consiguió influencia alguna en el desarrollo de la guerra, que a estas alturas era totalmente negativo para las tropas gubernamentales. La acción republicana empezó a desgastarse y la moral de la tropa cayó en picado; las condiciones climatológicas y el mal equipamiento de los soldados —que en algunos casos iban faltos de armamento y de uniforme— también hacían mella. El propio general Escobar estaba físicamente agotado y se mostraba hastiado ante el eternizamiento de los combates sin que prosperara ninguno de ellos, así como la elevada pérdida de vidas consecuencia de una resistencia franquista a ultranza. A comienzos de febrero las tropas republicanas se replegaron a sus posiciones de partida y la operación se convirtió en un nuevo fracaso del Ejército Popular de la República, al que hay que añadir la caída de Cataluña por aquellas mismas fechas. Después de este fiasco, Escobar se convenció definitivamente de la inutilidad de continuar la guerra, como también pensaban otros altos oficiales republicanos.
El 16 de febrero varios altos mandos republicanos, entre los que se encontraban los generales Miaja, Matallana, Menéndez, Casado y Escobar, se reunieron con el jefe de gobierno, el presidente Negrín en el aeródromo de Los Llanos. Durante el encuentro algunos militares expusieron abiertamente la necesidad de poner fin a la contienda. El 5 de marzo el coronel Casado se sublevó contra el gobierno Negrín y se hizo con el poder en la mayor parte de la España republicana, aunque los comunistas se negaron a secundar el golpe y en algunos sitios ofrecieron resistencia. El general Escobar inicialmente se mantuvo a la expectativa, pero finalmente se unió a la conjura de Casado y su Ejército de Extremadura aplastó la resistencia comunista en Ciudad Real.
No obstante, Casado fue incapaz de alcanzar una paz negociada con Franco y el 26 de marzo de 1939, ante la ofensiva final de las tropas franquistas, Escobar rindió sus tropas al general Juan Yagüe en Ciudad Real. Aunque este le llegó a ofrecer una avioneta para huir a Portugal —Escobar era el único general del Ejército Popular que todavía quedaba en España—, el general Escobar declinó la oferta y prefirió permanecer en España.

### Posguerra y fusilamiento
Juzgado por rebelión militar, fue condenado a muerte. A pesar de que altos dignatarios de la Iglesia católica como el cardenal Segura solicitaron su indulto debido a su condición de católico convencido —algo que no había ocultado durante la guerra civil en la zona republicana—, Franco no cedió y el coronel Escobar (no se le reconocieron los ascensos obtenidos durante la guerra) fue finalmente fusilado en los fosos del castillo de Montjuic el 8 de febrero de 1940. El propio Escobar dirigió su ejecución. El mismo piquete de la Guardia Civil rindió luego honores militares a su cadáver. El jefe superior de Escobar en Barcelona en 1936, el general Aranguren Roldán, también había sido fusilado el año anterior.
Después de la inauguración del Valle de los Caídos, Antonio Escobar Valtierra, hijo del general, solicitó que se trasladaran allí los restos de su padre, enterrado en el cementerio de Montjuic, y de su hermano, José Escobar Valtierra, teniente que luchó en el bando sublevado, fallecido en la batalla de Belchite. Únicamente fue autorizado el traslado de los restos de su hermano; los restos de Antonio Escobar siguen en el cementerio de Montjuic en Barcelona.
En abril de 2023 el Consejo de Ministros restituyó a Escobar, a título póstumo, el empleo de general de brigada conseguido durante la Guerra Civil y que no había sido reconocido por la dictadura de Francisco Franco.

## En la cultura popular
- La guerra del general Escobar (1983), de José Luis Olaizola. Novela ganadora del Premio Planeta de 1983.
- Memorias del General Escobar (1984). Película dirigida por José Luis Madrid, protagonizada por Antonio Ferrandis como el General Escobar, Luis Prendes, Fernando Guillén y Jesús Puente, entre otros intérpretes, y con participación en el guion del capitán Pedro Masip Urios, ayudante de campo del general Escobar.[25][26]

### Pie de página
1. ↑  Orden ministerial, en la Gaceta de Madrid, 18 de noviembre de 1936.
2. ↑  Aróstegui, 2010, p. 276.
3. ↑  Beevor, 2006, p. 67.
4. ↑  Rodríguez, 2006, p. 189.
5. ↑  Orden ministerial, en la Gaceta de Madrid, marzo de 1937.
6. ↑  Engel, 1999, p. 52.
7. 1 2 3  Alpert, 2013, p. 331.
8. ↑  Olaizola, 1983, p. 131.
9. ↑  Olaizola, 1983, pp. 152-154.
10. ↑  Thomas, 2001, p. 848.
11. ↑  Olaizola, 1983, p. 161.
12. ↑  Olaizola, 1983, p. 162.
13. ↑  Bahamonde y Cervera, 1999, pp. 321–323, 358.
14. ↑  Thomas, 1976, p. 974.
15. ↑  Thomas, 1976, p. 975.
16. ↑  Gabriel, 1967, p. 472.
17. ↑  Thomas, 2001, p. 899.
18. ↑  Olaizola, 1983, p. 169.
19. ↑  Guijarro García, 2006, p. 21.
20. ↑  Olaizola, 1983, p. 183.
21. ↑  Olaizola, 1983, p. 185.
22. ↑  Thomas, 1976, p. 992.
23. ↑  «Robles restituye el rango al general Escobar que fue fiel a la República tras el golpe de Estado». La Vanguardia. 19 de abril de 2023. Consultado el 19 de abril de 2023.
24. ↑  Ministerio de Defensa (19 de abril de 2023). «Real Decreto 293/2023, de 18 de abril, por el que se promueve al empleo de General de Brigada, con carácter honorífico y a título póstumo, al Coronel de la Guardia Civil don Antonio Escobar Huerta.». ww.boe.es. Consultado el 19 de abril de 2023.
25. ↑  Juan Payán, 2007, p. 272.
26. ↑  Oliva y García de Dueñas, 1999, p. 170.